# Herb Andress
Herb Andress, właściwie Herbert Andreas Greunz (ur. 10 stycznia 1935 w Bad Goisern w Austrii, zm. 8 kwietnia 2004 w Monachium) – austriacki aktor filmowy i telewizyjny.

## Życiorys
Zyskał sławę rolami w filmach Rainera Fassbindera – Lili Marleen i Acht Stunden sind kein Tag. Ma także w dorobku wiele występów w serialach telewizyjnych, m.in.: Monaco Franze, Tatort, Telefon 110 (Polizeiruf 110) i filmach, w tym w komedii fantasy Duch w niewidzialnym bikini (1966), dramacie Lili Marleen (1981), dramacie katastroficznym Sztorm na Bałtyku (Baltic Storm, 2003) czy Luter (Luther, 2003).
Zmarł po chorobie nowotworowej w wieku 69 lat. Został pochowany na Cmentarzu Północnym w Monachium.